# Iolana alfierii
Iolana alfierii är en fjärilsart som beskrevs av Edward P. Wiltshire 1948. Iolana alfierii ingår i släktet Iolana och familjen juvelvingar. Inga underarter finns listade i Catalogue of Life.